# Ernst Nolte
Ernst Nolte (Witten, 11 de enero de 1923-Berlín, 18 de agosto de 2016) fue un historiador y filósofo alemán. Nacido en Witten, Alemania en medio de una familia católica, Nolte fue un estudiante bajo la dirección de Martin Heidegger. Un tema recurrente en las obras de Nolte es el estudio comparativo del fascismo y el comunismo, y por eso se han convertido en objeto de controversia.

## Pensamiento
Nolte ganó fama con su libro Der Faschismus in seiner Epoche (El fascismo en su época), publicado en 1963, en el cual argumentaba que el fascismo surgió como una forma de resistencia y de reacción contra la modernidad. Usando los métodos de la fenomenología, Nolte sometió los movimientos del Nazismo alemán, el Fascismo italiano y la Acción Francesa a un análisis comparativo, llegando a la conclusión de que el fascismo era el «gran antimovimiento», pues era antiliberal, anticomunista y antisemita.
Según Nolte, el fascismo era el rechazo a todo lo que el mundo moderno tenía que ofrecer y era esencialmente un fenómeno negativo. El libro fue bien recibido en su época, y desde entonces es considerado un precursor de la creación de la teoría del fascismo genérico. Roger Griffin ha escrito que, aunque escrita en un lenguaje arcano y oscuro, la teoría de Nolte del fascismo como una «forma de resistencia a la trascendencia» (la palabra trascendencia puede ser traducida del alemán como el «espíritu de la modernidad») significó un importante paso en los estudios para entender el fascismo y contribuyó a estimular a los eruditos a buscar nuevas vías para investigar ese fenómeno.
Sin embargo, en la década de 1970, Nolte rechazó la teoría del fascismo genérico que había enunciado en su libro El fascismo en su época y en su lugar adoptó la teoría totalitaria como un modo de explicar el comportamiento de la Alemania nazi
y la Unión Soviética. Según Nolte, la Alemania nazi fue un «reflejo» de la Unión Soviética, y con la excepción de las ejecuciones en masa por medio de cámara de gas, todo lo que los nazis hicieron, antes lo habían hecho los comunistas en Rusia.

### Historikerstreit
Nolte es conocido por empezar la "Historikerstreit" (Disputa de los historiadores) de 1986-1987. El 6 de junio de 1986, Nolte publicó un artículo llamado Vergangenheit, die nicht vergehen will («El pasado que no quiere pasar») en el diario Frankfurter Allgemeine Zeitung. Ese artículo era una síntesis de las ideas que Nolte ya había mencionado en conferencias que había dado en 1976 y 1980. En ellas concibió la idea de que los crímenes de los nazis fueron una mera reacción defensiva ante los crímenes de los soviéticos.
Según Nolte, el Nacionalsocialismo surgió solo como respuesta al «genocidio de clase» y «barbarismo asiático» de los bolcheviques. Asimismo, argumentaba que el Holocausto, o «genocidio racial», como Nolte prefiere llamarlo, fue una respuesta comprensible, aunque excesiva, de parte de Adolf Hitler frente a la amenaza soviética.

## Obras
- Der Faschismus in seiner Epoche. Action francaise - Italienischer Faschismus - Nationalsozialismus (1963)
- Die faschistischen Bewegungen (1966)
- Die Krise des liberalen Systems und die faschistischen Bewegungen (1968)
- Sinn und Widersinn der Demokratisierung in der Universität (1968)
- (éd.) Theorien über den Faschismus (1984)
- Marxismus und Industrielle Revolution (1983)
- Deutschland und der Kalte Krieg (1985)
- Der europäische Bürgerkrieg 1917–1945. Nationalsozialismus und Bolschewismus (1989)
- Das Vergehen der Vergangenheit. Antwort an meine Kritiker im sogenannten Historikerstreit (1988)
- Nietzsche und der Nietzscheanismus (1990)
- Geschichtsdenken im 20. Jahrhundert. Von Max Weber bis Hans Jonas (1991)
- Martin Heidegger. Politik und Geschichte im Leben und Denken (1992)
- Die Deutschen und ihre Vergangenheiten. Erinnerung und Vergessen von der Reichsgründung Bismarcks bis heute (1995)
- (avec François Furet) Feindliche Nähe: Kommunismus und Faschismus im 20. Jahrhundert. Ein Briefwechsel (1998)
- Historische Existenz. Zwischen Anfang und Ende der Geschichte? (1998)
- Der kausale Nexus. Über Revisionen und Revisionismen in der Geschichtswissenschaft. Studien, Artikel und Vorträge 1990–2000 (2002)
- L'eredità del nazionalsocialismo. Publicación en italiano, Di Renzo Editore, (2003)
- Siegfried Gerlich im Gespräch mit Ernst Nolte: Einblick in ein Gesamtwerk (2005)
- Die Weimarer Republik. Demokratie zwischen Lenin und Hitler (2006)

### Ediciones en español
- Nolte, Ernst (1998). Heidegger: política e historia en su vida y pensamiento. Editorial Tecnos. ISBN 978-84-309-3193-4.

- Nolte, Ernst (1995). Después del comunismo: aportaciones a la interpretación de la historia del siglo XX. Editorial Ariel. ISBN 978-84-344-1131-9.

- Nolte, Ernst (1996). La guerra civil europea, 1917-1945. Nacionalsocialismo y bolchevismo. Fondo de cultura económica. ISBN 9681643011.

- Nolte, Ernst (1972). Fascismo. Plaza & Janés Editores. ISBN 978-84-01-60652-6.

- Nolte, Ernst (1971). La crisis del sistema liberal y los movimientos fascistas. Edicions 62. ISBN 978-84-297-0659-8.

- Nolte, Ernst (1967). El fascismo en su época. Edicions 62. ISBN 978-84-297-0591-1.

- Furet, François; Nolte, Ernst. Fascismo y comunismo. Alianza Editorial. ISBN 978-84-206-3531-6.